# Owl Creek Mountains
Owl Creek Mountains je pohoří ve střední části státu Wyomingu, ve Spojených státech amerických. Rozkládá se ve směru západ–východ, z jihu uzavírá Bighornskou pánev. Severně leží pohoří Absaroka Range, jižně Wind River Range, na západě Teton Range a na východě Bighorn Mountains. Pohoří je součástí Skalnatých hor. Nejvyšší vrchol má nadmořskou výšku 2 946 m.
Celá oblast náleží do indiánské rezervace Wind River.

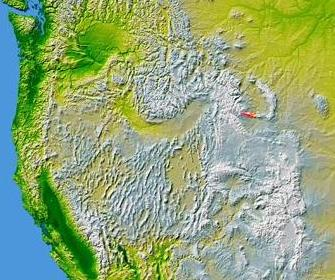
Owl Creek Mountains